# NGC 3818
NGC 3818 é uma galáxia elíptica (E6) localizada na direcção da constelação de Virgo. Possui uma declinação de -06° 09' 20" e uma ascensão recta de 11 horas, 41 minutos e 57,3 segundos.
A galáxia NGC 3818 foi descoberta em 5 de Março de 1785 por William Herschel.